# Edwin Hallowell

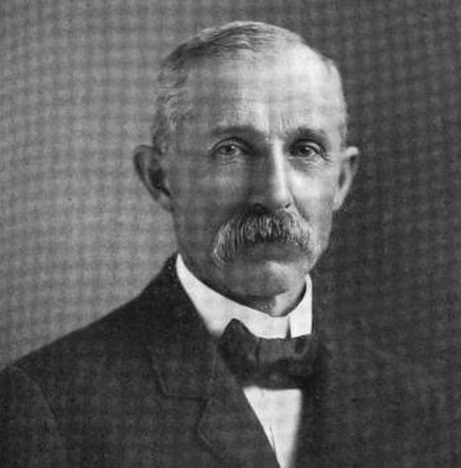
Edwin Hallowell

Edwin Hallowell (* 2. April 1844 in Willow Grove, Montgomery County, Pennsylvania; † 13. September 1916 in Abington, Pennsylvania) war ein US-amerikanischer Politiker. Zwischen 1891 und 1893 vertrat er den Bundesstaat Pennsylvania im US-Repräsentantenhaus.

## Werdegang
Edwin Hallowell besuchte die öffentlichen Schulen seiner Heimat und arbeitete danach in der Landwirtschaft. Gleichzeitig schlug er als Mitglied der Demokratischen Partei eine politische Laufbahn ein. Zwischen 1876 und 1879 saß er als Abgeordneter im Repräsentantenhaus von Pennsylvania. Im Jahr 1886 war er Parteivorsitzender der Demokraten im Montgomery County; im Juni 1888 nahm er als Delegierter an der Democratic National Convention in St. Louis teil, auf der Präsident Grover Cleveland zur dann erfolglosen Wiederwahl nominiert wurde.
Bei den Kongresswahlen des Jahres 1890 wurde Hallowell im siebten Wahlbezirk von Pennsylvania in das US-Repräsentantenhaus in Washington, D.C. gewählt, wo er am 4. März 1891 die Nachfolge des Republikaners Robert Morris Yardley antrat. Da er im Jahr 1892 nicht bestätigt wurde, konnte er bis zum 3. März 1893 nur eine Legislaturperiode im Kongress absolvieren. Nach seiner Zeit im US-Repräsentantenhaus betätigte sich Howell wieder in der Landwirtschaft. Er starb am 13. September 1916 in Abington.